# 神田亜矢子
神田 亜矢子（かんだ あやこ、1976年5月1日 - ）は、日本の元子役。神奈川県出身。

## 来歴・人物
- 主に1980年代に子役として活躍。
- 劇団ひまわりに所属していた[1][信頼性要検証]。
- 東映のメタルヒーローシリーズとの接点が深い[独自研究?]。

## 出演作品

### テレビドラマ
- 同心暁蘭之介 第34話（CX, 1982年6月17日）
- 宇宙刑事ギャバン 第15話（ANB, 1982年7月2日）- 森山 千代 役
- Gメン82 第3話（TBS, 1982年11月7日）
- 寒流（ANB, 1983年2月5日）
- 女盗賊忍び舞い（1983年7月29日）
- おさな妻 私を抱いて…16歳の初夜 （ANB, 1983年8月8日）
- 宇宙刑事シャリバン 第25話（ANB, 1983年8月26日）- 郷原 ルミコ 役
- 暴れん坊将軍Ⅱ 第74回（ANB, 1984年9月1日）- お蝶 役
- 巨獣特捜ジャスピオン 第23話（ANB, 1985年9月20日）- 矢田 ユリコ 役
- 連続テレビ小説『はね駒』（NHK, 1986年4月7日 - 10月4日）- 中河 キヨ 役
- 毎度おさわがせします 第3シリーズ（TBS, 1987年1月27日 - 5月26日）- 柳田 恵 役
- 超人機メタルダー 第28話（ANB, 1987年10月25日）- 伊集院 唯 役
- 世界忍者戦ジライヤ 第22話（ANB, 1988年6月19日）- さつき 役
- 鉄窓の中の女教師 第1作（YTV, 1989年7月27日）

#### 映画
- 夏草の女たち（監督: 高橋勝, 1987年8月8日公開）- 稲垣 友子 役[2]